# Nikie
Nikie/Nikii is een Aukaans dorp op een eiland in de rivier Tapanahony in het gelijknamige ressort in het oosten van het district Sipaliwini in Suriname.
Het dorp ligt kort voor de samenvloeiing van de Tapanahony en Lawa in de Marowijne. Na Nikie volgen stroomafwaarts Wanfinga en Benanoe. De inwoners van deze drie dorpen horen tot de Aukaanse geslachtslijn Dikan-lo. Hun voorouders waren slaafgemaakten die vluchtten van de plantages Nes-en-Camp die aan de monding van de Coermotibo in de Cotticarivier. De dorpen hebben elk een eigen kapitein.
Tijdens de overstromingen van 2006 was Nikie een van de bedreigde dorpen die voor evacuatie werden aangewezen.
Affivisiti · Agaigoni · Ajokojokondre · Akani Pata · Aloepi 1 & 2 · Alopi · Antino · Antonio do Brinco · Apetina · Benanoe · Benzdorp · Clementi · Cottica · Draai · Drietabbetje · Gakaba · Godo-olo · Godoro · Granbori · Herminadorp · Intelewa · Kampoe · Kawemhakan · Koemakapan · Kontina · Lensidede · Maboga · Maisa Kampu · Manlobi · Moitaki · Monpoesoe · Nikie · Paloemeu · Peleloe Tepoe · Peruano · Poeketi · Poeloegoedoe · Ronaldo · Sajé · Tjon Tjon · Tutu Kampu · Wanfinga · Wehejok